# Martin Bodin

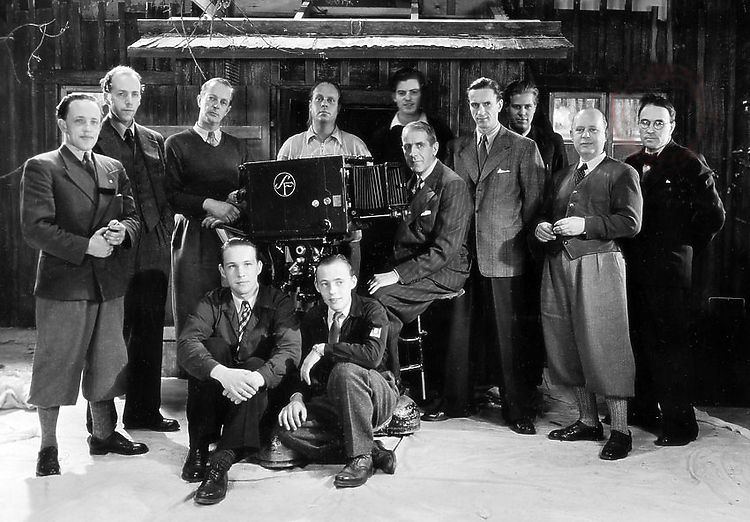
Louis Huch stående längst till höger på fotot tillsammans med kollegor vid Svensk Filmindustri. Bland dessa återfinns Martin Bodin, Gustaf Boge, Gösta Roosling, Arne Lagercrantz, Åke Dahlqvist och Gunnar Fischer. Fotot troligen taget av Huch med självutlösare.

Lars Olof Martin Bodin, född 23 september 1903 i Klinte på Gotland, död 7 oktober 1976 i Sollentuna, var en svensk filmfotograf.
Bodin var anställd vid Svensk Filmindustri 1930–1968 därefter på TRU. Vid Biennalen i Venedig 1950 tilldelades han priset Premio Internazionale per la Fotografia för fotot av filmen Bara en mor. Han är begravd på Silverdals griftegård.

## Filmfoto i urval
- 1967 – Kullamannen (TV-serie)
- 1965 – Att angöra en brygga
- 1964 – Svenska bilder
- 1962 – Chans
- 1961 – Stöten
- 1959 – Lejon på stan
- 1959 – Bara en kypare
- 1957 – Sommarnöje sökes
- 1957 – Far till sol och vår
- 1957 – Med glorian på sned
- 1956 – Skorpan
- 1955 – Vildfåglar
- 1955 – Enhörningen
- 1954 – I rök och dans
- 1953 – Dansa min docka
- 1953 – Ingen mans kvinna
- 1952 – Flyg-Bom
- 1952 – Möte med livet
- 1951 – Elddonet
- 1951 – Skeppare i blåsväder
- 1949 – Bara en mor
- 1949 – Greven från gränden
- 1948 – Intill helvetets portar
- 1947 – Det kom en gäst
- 1947 – Tösen från Stormyrtorpet
- 1946 – Driver dagg faller regn
- 1946 – Ballongen
- 1946 – Pengar - en tragikomisk saga
- 1945 – Resan bort
- 1945 – Hans Majestät får vänta
- 1944 – På farliga vägar
- 1944 – Hets
- 1942 – Sexlingar
- 1942 – Flickan i fönstret mitt emot
- 1941 – Lärarinna på vift
- 1940 – Kyss henne!
- 1939 – Kadettkamrater
- 1939 – Landstormens lilla Lotta
- 1938 – Styrman Karlssons flammor
- 1938 – Bara en trumpetare
- 1937 – Familjen Andersson
- 1937 – Katt över vägen
- 1937 – Adolf Armstarke
- 1937 – Konflikt
- 1936 – 33.333
- 1936 – Släkten är värst
- 1936 – Vår randade väg
- 1935 – Valborgsmässoafton
- 1935 – Kärlek efter noter
- 1935 – Vandring i våren
- 1934 – Sången till henne
- 1934 – Uppsagd
- 1933 – Augustas lilla felsteg
- 1931 – Skepp ohoj!